# Лукас, Спенсер
Спенсер Джордж Лукас (англ. Spencer George Lucas, род. 25 апреля 1955) — американский палеонтолог и стратиграф, куратор отдела палеонтологии Музея естественной истории и науки Нью-Мексико. Его основными областями исследований являются позднепалеозойские, мезозойские и раннекайнозойские окаменелости позвоночных, стратиграфия и континентальные отложения, особенно на юго-западе Америки. Его исследования повлекли за собой его в поездки на север Мексики, в Коста-Рику, Никарагуа, Ямайку, Казахстан и Грузию, а также он провёл обширные полевые и музейные исследования в Китае в 1980-х и 1990-х годах. Он написал более 500 научных работ (около 25 процентов составляют статьи в рецензируемых журналах), три книги и является соредактором 14 книг.
В 2007 году некоторые публикации Лукаса и его сотрудников в Музее естественной истории и науки Нью-Мексико подверглись тщательной проверке после обвинений в том, что информация была ненадлежащим образом взята из неопубликованных и находящихся в печати работ аспирантов, не входящих в его команду. В Департамент культуры Нью-Мексико были поданы официальные жалобы на публикации о новом роде этозавров (разновидность бронированной доисторической рептилии из триасового периода) и переосмысление брони другого этозавра. В июле 2008 года комитет по этике Общества палеонтологии позвоночных пришёл к выводу, что вопрос не может быть решён в пользу какой-либо из сторон.
В 2012 году он стал соавтором статьи с описанием самых маленьких следов четвероногих в мире, найденных в Джоггинсе, Новая Шотландия.
Лукас был шахматистом уровня мастера (чемпион штата Нью-Мексико в 1973 и 1974 годах). Он практически бросил шахматы в середине 1970-х, чтобы сосредоточиться на своей академической карьере.

## Книги
- Lucas, Spencer G. Dinosaurs : the textbook. — Sixth. — New York. — ISBN 0231173113.
- Lucas, Spencer G. Bisti / Spencer G. Lucas, Garrick Bailey, Andrew Davis … [и др.]. — 1st. — Albuquerque : University of New Mexico Press, 1987. — ISBN 978-0826309785.
- Lucas, Spencer G. Chinese fossil vertebrates. — New York : Columbia University Press, 2001. — ISBN 978-0231084833.
- Khosla, Ashu. Late Cretaceous Dinosaur Eggs and Eggshells of Peninsular India / Ashu Khosla, Spencer G. Lucas. — [S.l.] : SPRINGER NATURE, 2020. — ISBN 978-3030564537.